# Noctepuna cerea
Noctepuna cerea är en snäckart som först beskrevs av Hedley 1894.  Noctepuna cerea ingår i släktet Noctepuna och familjen Camaenidae. Inga underarter finns listade i Catalogue of Life.

## Bildgalleri

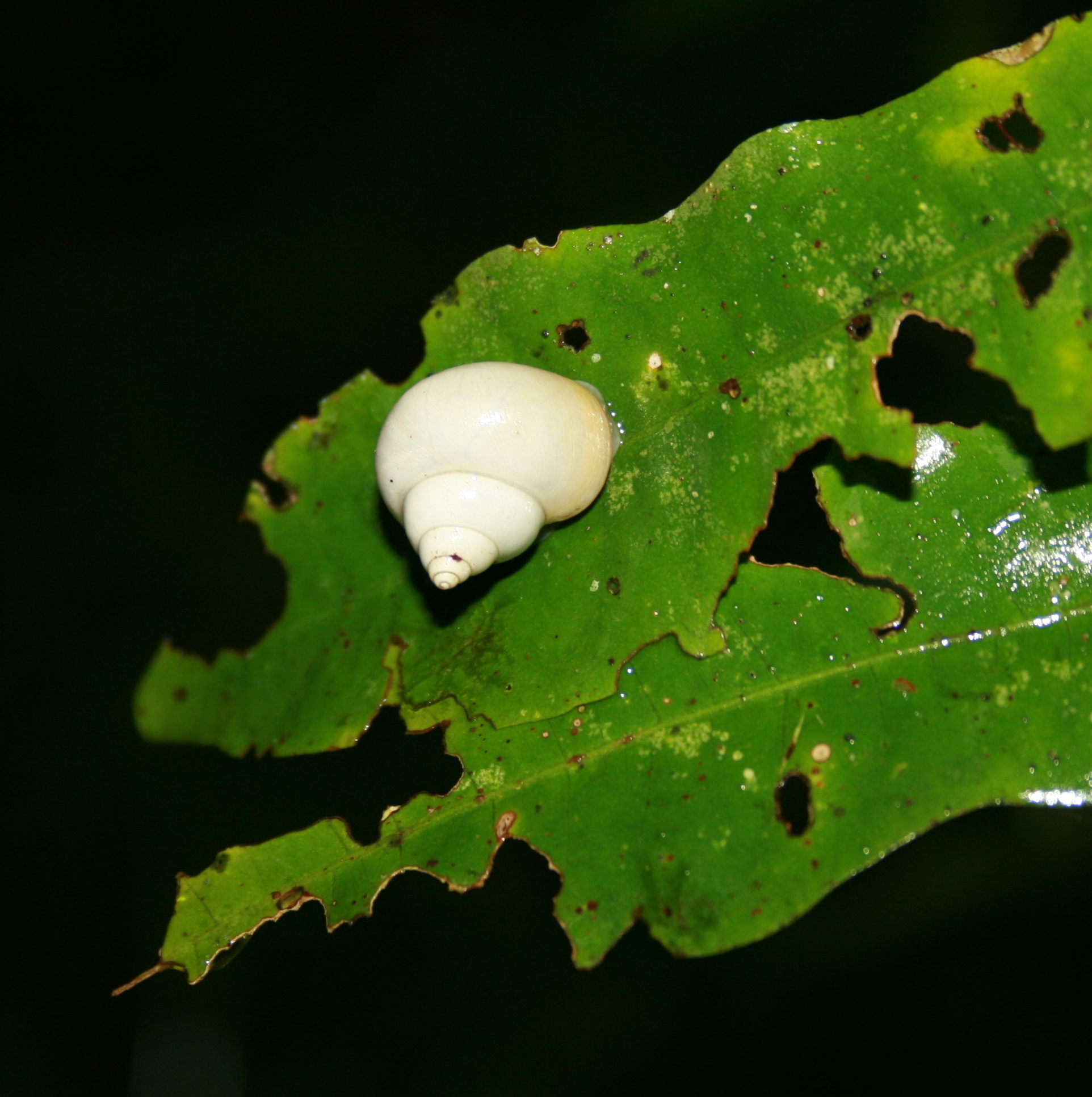